# Chasseurs laotiens
Les chasseurs laotiens sont des unités de l'Armée française recrutées au Laos de 1941 à 1954. À partir des deux premières compagnies de chasseurs laotiens (CCL), recrutées en 1941-1942, des bataillons de chasseurs laotiens (BCL) sont créées au début de la guerre d'Indochine. Ils fusionnent entre 1950 et 1954 dans l'Armée nationale laotienne (ANL).

## Création et différentes dénominations
- 1941 : formation de la 2e compagnie de chasseurs laotiens
- 1942 : formation de la 25e compagnie de chasseurs laotiens
- 1945 : formation des 1er, 2e, 3e et 4e bataillons de chasseurs laotiens
- 1946 : formation des 4e et 5e BCL
- 1949 : formation des 7e et 8e BCL
- 1950 : dissolution du 3e BCL (qui rejoint l'ANL)
- 1953 : dissolution du 6e BCL (qui rejoint le groupement de commandos mixtes aéroportés)
- 1954 : dissolution des BCL restants (qui deviennent des bataillons de l'ANL)

## Historiques
La première compagnie de chasseurs laotiens est créée en juin 1941 comme 2e compagnie du Ier bataillon du 10e régiment mixte d'infanterie coloniale. Elle est suivie par la 25e compagnie du IVe bataillon de ce même régiment. Après le coup de force japonais de mars 1945 en Indochine, la 25e CCL est détruite mais la 2e CCL parvient à se replier en Chine.
Rejoints par de nombreux volontaires encouragés notamment par le roi Sisavang Vong et son fils Savang Vatthana, les rescapés de la 2e compagnie forment en octobre 1945 quatre (ou trois ?) bataillons de chasseurs laotiens. Un 4e BCL est mis sur pied en juin 1946 dans le nord du Laos, suivi en juillet par le 5e BCL à Vientiane et en novembre par le 6e BCL à Phongsaly. Les 7e et 8e BCL sont mis sur pied le 1er juillet 1949.
Au début des années 1950, les BCL sont déployés en plusieurs lieux : certains sont en poste à la frontière avec la Thaïlande, d'autres chargés de maintenir l'ordre à l'intérieur (comme le 3e BCL à Luang Prabang et le 5e BCL à Vientiane) et d'autres enfin de défendre le nord et le centre du Laos face au Việt Minh (comme le 6e BCL à Xieng Khouang et le 8e BCL à Tchepone (en)). En octobre 1950, le 3e BCL est dissous et ses hommes rejoignent les 1er et 2e bataillons d'infanterie laotienne de l'Armée nationale laotienne.
À partir de mars 1953, les chasseurs laotiens font face à l'offensive du Nord-Laos de l'armée populaire vietnamienne.  En avril 1953, chargés de défendre Sam Neua, les Laotiens des 5e et 8e BCL se débandent et s'enfuient, contrairement à la 16e compagnie du 6e BCL qui résiste pendant 36 jours lors de la bataille de Muong Khoua (près de Ðiện Biên Phủ).
En octobre 1953, le 6e BCL est dissous et rejoint le GCMA pour mener des opérations de guérilla.
Le 1er juillet 1954, les 1er, 2e, 4e, 5e, 7e et 8e BCL deviennent 12e, 9e, 10e, 7e et 8e bataillons d'infanterie laotienne de l'ANL.

## Organisation
Les bataillons de chasseurs laotiens ont un effectif théorique de 680 hommes. Ils sont des unités mixtes des troupes coloniales, avec environ 15 % de cadres français (officiers, sous-officiers et soldats) encadrant des Laotiens. Le taux d'encadrement est réduit à 10 % en mai 1953 dans le cadre du jaunissement du corps expéditionnaire français en Extrême-Orient (CEFEO). Initialement, les bataillons ne comptent aucun officier et peu de sous-officiers autochtones mais ce taux augmente peu à peu et le nombre de militaires du rang français, en surnombre à l'origine, diminue. Le général Oudone Sananikone (en), ancien du Lao Issara puis de l'Armée nationale laotienne, rapporte que les BCL n'hésitaient pas à massacrer des villages rebelles.
Destinés à servir dans des secteurs secondaires, les BCL sont sous-équipés par rapport au reste du CEFEO et de l'ANL, pourtant peu riches en matériel au début de la guerre.

## Insignes

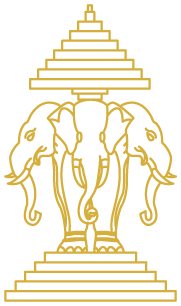
L'éléphant tricéphale du Laos, motif repris sur les insignes des 2e, 4e, 5e et 7e BCL.

L'insigne du 1er BCL est celui adopté en janvier 1948 par le 1er groupe de chasseurs laotiens. Il reprend le griffon symbole de l'ancien royaume de Champassak, sur le territoire duquel est stationné le 1er GCL (mais pas le 1er BCL). L'inscription 1er LAO sur l'insigne a mené à son adoption par le 1er BCL après la dissolution du 1er GCL.
L'insigne du 2e BCL, adopté en 1951, présente l'ancre des troupes coloniales surmonté de l'éléphant tricéphale symbole du Laos et chargée d'un écusson qui représente le paysage de la chaîne Annamitique.
L'insigne du 4e BCL, datant de juillet 1947, présente également l'éléphant tricéphale laotien, et le ruban de l'ordre du Million d'Éléphants dont a été décoré le bataillon.
L'insigne du 5e BCL est constitué de l'ancre des troupes coloniales chargé de l'éléphant tricéphale, avec en arrière le Pha That Luang.
L'insigne du 6e BCL, adopté en 1947-1948, présente l'ancre des troupes coloniales avec deux éléphants blancs sur la trabe, chargée d'un écusson présentant la rivière Nam Ou coulant dans un paysage de montagne (évoquant le Nord-Laos).
L'insigne du 7e BCL, fabriqué en 1950, est constitué par l'ancre des troupes coloniales chargée de l'éléphant tricéphale et du parasol blanc. L'ancre est surmontée d'un collier Méo (Hmongs), minorité dont sont issus une grande partie des chasseurs du bataillon stationné dans la région de Tran Ninh (actuelle province de Houaphan).